# Északi dolmányos hangyász
Az északi dolmányos hangyász más néven északi hangyász vagy mexikói dolmányos hangyász (Tamandua mexicana) az emlősök (Mammalia) osztályának a vendégízületesek (Xenarthra) öregrendjébe és a szőrös vendégízületesek (Pilosa) rendjébe, ezen belül a hangyászok (Vermilingua) alrendjébe és a hangyászfélék (Myrmecophagidae) családjába tartozó faj.

## Előfordulása
Dél-Mexikótól déli irányban Közép-Amerikán keresztül az Andok északi pereméig terjed elterjedési területe.

## Alfajai
- Tamandua mexicana instabilis
- Tamandua mexicana mexicana
- Tamandua mexicana opistholeuca
- Tamandua mexicana punensis

## Megjelenése
Az állat hossza 52-67 centiméter, farokhossza 40-67 centiméter, és testtömege 3-6 kilogramm. Az északi hangyász alapszíne világosbarna, hátán, akár egy mellény, nyereg alakú fekete folt található. A folt az állat nyakáig ér, és a törzsön oldalt körbeér. Farka hosszú, pikkelyes és részben csupasz; ötödik kapaszkodólábként biztosan megtartja az állatot az ágon. Nyelve 40 centiméter hosszú is lehet. A hangyásznak nincs foga, ezért a táplálékot kizárólag a nyelvével veszi fel.

## Életmódja
A hangyász éjjel aktív és magányosan a fákon él. Tápláléka termeszek, hangyák, méhek és méz. Fogságban legalább 9 évig él.

## Szaporodása
Az ivarérettséget körülbelül egyéves korban éri el. A párzási időszak ősszel van. A vemhesség körülbelül 6 hónapig tart, ennek végén 1 utód jön a világra. A nőstény hátán hordja kicsinyét, az elválasztásig.

## Rokon fajok
Az északi hangyász legközelebbi rokona és a Tamandua emlősnem másik faja a déli dolmányos hangyász (Tamandua tetradactyla).